# Антоній Юрас
Антоній Юрас (Антоні Юрас, пол. Antoni Juras; нар. 1898 — пом. ?) — польський футболіст. Нападник, виступав у складі «Поґоні» (Львів).

## Кар'єра гравця
Антоній Юрас розпочав кар'єру гравця в клубі «Погонь» (Львів). У складі львівської команди в 1922 році забив 8 м'ячів, у 1923 — три, а в 1925 році — жодного. Виступав переважно на позиції правого флангового нападника.
Триразовий чемпіон Польщі (1922, 1923, 1925).

## Досягнення
- Чемпіонат Польщі
  -  Чемпіон (3): (1922, 1923, 1925)